# Brachionidium quatuor
Brachionidium quatuor là một loài thực vật có hoa trong họ Lan. Loài này được Becerra mô tả khoa học đầu tiên năm 2005.